# Cyrtodactylus khammouanensis
Espèce
Cyrtodactylus khammouanensis est une espèce de geckos de la famille des Gekkonidae.

## Systématique
L'espèce Cyrtodactylus khammouanensis a été décrite en 2014 par Roman Alekseevich Nazarov (d), Nikolay Andreevich Poyarkov (d), Nikolaï OrlovOrlov, Sang Ngoc Nguyen (d), Konstantin Dmitrievich Milto (d), Aleksey A. Martynov (d), Eugene L. Konstantinov (d), Anatoliy S. Chulisov (d).

## Répartition
Cette espèce est endémique de la province de Khammouane au Laos. Il a été observé dans une région rocheuse à une altitude de 170 mètres.

## Description
Le mâle holotype mesure 70,8 mm de longueur standard avec une queue de 95,0 mm.

## Étymologie
Son nom d'espèce, composé de khammouan[e] et du suffixe latin -ensis, « qui vit dans, qui habite », lui a été donné en référence au lieu de sa découverte, la province de Khammouane.

## Publication originale
- (en) R. A. Nazarov, N. A. Poyarkov, Jr, N. L. Orlov, N. S. Nguyen, K. D. Milto, A. A. Martynov, E. L. Konstantinov et A. S. Chulisov, « A review of genus Cyrtodactylus (Reptilia: Sauria: Gekkonidae) in fauna of Laos with description of four new species », Trudy Zoologicheskogo Instituta, Institut zoologique de l'Académie russe des sciences (d), vol. 318, no 4,‎ 2014, p. 391-423 (ISSN 0206-0477 et 2221-3996, lire en ligne).